# Buochs
Buochs – miejscowość i gmina w środkowej Szwajcarii, w kantonie Nidwalden. Leży nad Jeziorem Czterech Kantonów. 

## Demografia
W Buochs mieszka 5 411 osób. W 2021 roku 13,6% populacji gminy stanowiły osoby urodzone poza Szwajcarią. 

## Transport
Przez teren gminy przebiegają autostrada A2 oraz droga główna nr 377. 
Na terenie gminy leży większa część portu lotniczego Buochs, reszta natomiast leży na terenach gmin Stans oraz Ennetbürgen.